# Orden de los Hermanos Menores Capuchinos
Orden de los Hermanos Menores Capuchinos (Ordo Fratrum Minorum Cappuccinorum, abreviado O. F. M. Cap.) más conocidos como los hermanos menores capuchinos. Son una reforma de la Ordo Fratrum Minorum (OFM).

## Historia
Fue iniciada en 1525, por Mateo de Bascio y por los hermanos Ludovico di Fossombrone y Rafaele di Fossombrone, en compañía de otros franciscanos. 
Sus iniciadores fueron observantes que marcharon a conventos de retiro, para allí tener una vida más contemplativa. Con el tiempo su número creció y decidieron hacer una reforma de la orden franciscana. Esto era muy común en aquella época, ya que son muchas las reformas franciscanas que se sitúan dentro de la observancia. Se separaron de los observantes y estuvieron bajo obediencia del ministro general de los Conventuales hasta tener su propio ministro general.
Como las otras ramas, por lo general los capuchinos se dedican al cuidado pastoral de parroquias. Sin embargo, aprecian la vida contemplativa y el estudio.

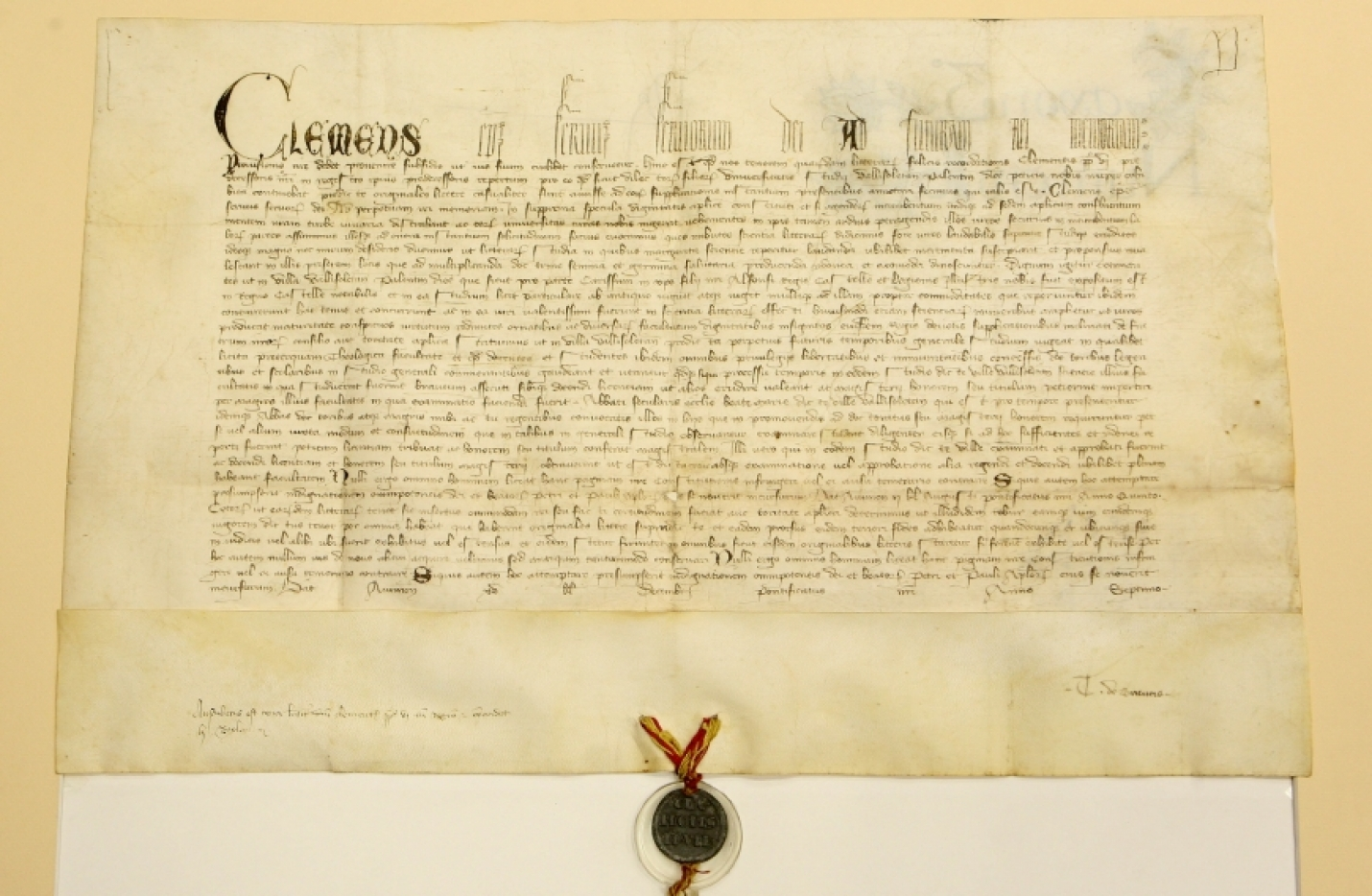
Bula «Religionis zelus» del papa Clemente III

Los capuchinos se consideran a sí mismos la rama heredera de los espirituales del primer franciscanismo, a pesar de haber sido fundados varios siglos después. Usan un hábito inspirado en el hábito de san Francisco conservado en Asís, con una cuerda (como los franciscanos observantes y otras reformas franciscanas), pero la diferencia principal entre los integrantes de la familia instituida por Francisco de Asís es que llevan una capucha unida a la túnica (de acuerdo a la forma del hábito original que usaba san Francisco) y es más larga comparada con la de las otras ramas. Un exhaustivo análisis de la importancia de la forma del hábito franciscano y el uso de barbas largas y descuidadas, lo ha realizado la historiadora Anel Hernández Sotelo, en su obra «Una historia de barbas y capuchas. La deconstrucción de la figura de san Francisco. Siglos XVII -XVIII» publicada por el Instituto Colombiano de Antropología e Historia en 2017.